# 白马湖街道 (常德市)
三岔路街道，是中华人民共和国湖南省常德市武陵区下辖的一个乡镇级行政单位。

## 行政区划
三岔路街道下辖以下地区：
西堤社区、落路口社区、长家山社区、临江路社区、富强社区、北站社区、新建巷社区、惠家坪社区、华南社区、浦沅社区、芙蓉社区和长庚路社区。